# Мандрил
Мандрил, или сфинкс (лат. Mandrillus sphinx) — вид приматов из семейства мартышковых. Вместе с дрилами включён в род мандрилов.

## Описание вида
Окрас мандрилов — один из самых ярких и разноцветных среди приматов. Костные борозды, тянущиеся вдоль носа, окрашены в голубой или синий цвет. Нос — ярко-красный, по бокам лица шерсть и борода — из белых, желтоватых, иногда оранжевых, волос. Шерсть на туловище и в задней части головы — от бурой до тёмно-коричневой. Цвет кожи на ягодицах — от красно-синего до голубого, иногда фиолетовый. Самки окрашены намного бледнее.
Мандрил — сравнительно крупная обезьяна. Самцы имеют рост около 80 см и массу 25—30 кг, иногда — до 50 кг; рост самок — 55—60 см, вес — 12—15 кг. Хвост у мандрилов короткий — 3—6 см. Самки достигают половой зрелости к 4 годам, беременность длится 8 месяцев. Средняя продолжительность жизни на воле точно не установлена, но в неволе же мандрилы могут жить до 30 лет.

## Ареал
Ареал — влажные экваториальные леса Камеруна, Габона, Республики Конго, от Атлантического побережья в 100—300 км. Часто обитают в скалистых районах. Территория обитания мандрилов пересекается с ареалом других видов обезьян.
В условиях неволи мандрил часто скрещивается с дрилом (M. leucophaeus). Гибридная природа некоторых особей мандрилов, содержащихся в зоопарках, была подтверждена с помощью анализа митохондриальной ДНК. Отмечены также жизнеспособные гибриды с павианами (видами рода Papio, к которому некоторые исследователи относят и мандрила). Встречаются также гибриды мандрилов и мангабеев (Cercocebus), которых многие исследователи считают сестринским родами. Имеются отдельные указания на гибридизацию мандриллов и макак, однако в большинстве случаев такие гибриды, видимо, нежизнеспособны.
С 1986 года охранный статус вида — уязвимый (VU).
Держатся мандрилы обычно небольшими группами (редко группа доходит до 200 особей), во главе каждой стоит самец-вожак. Территория обитания группы может составлять до 50 км². Образ жизни мандрилов — дневной.
Мандрилы — всеядны, но предпочитают в основном (92 %) растительную пищу, не брезгуют падалью,  насчитывается 113 видов растений, входящих в их рацион. Однако обезьяны могут также употреблять беспозвоночных и мелких позвоночных животных (ящериц, грызунов, в период засухи и голода могут съедать себе подобных). Мясо мандрилов очень вкусное, аборигенное население употребляет его в сыром, вяленом, сушеном виде. Для местного населения действуют квоты на отстрел мадрилов с целью регулирования их популяции.

## Галерея

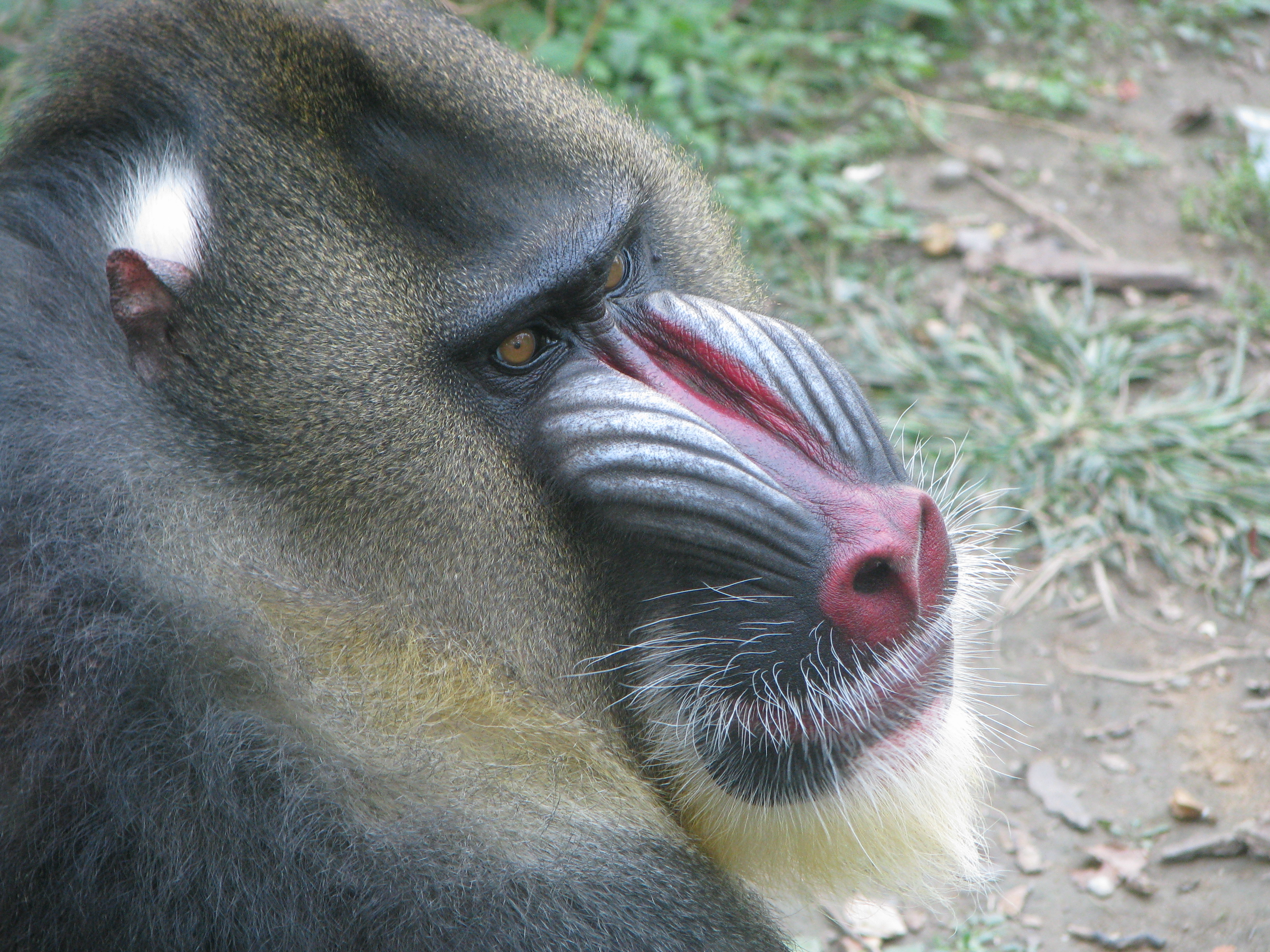
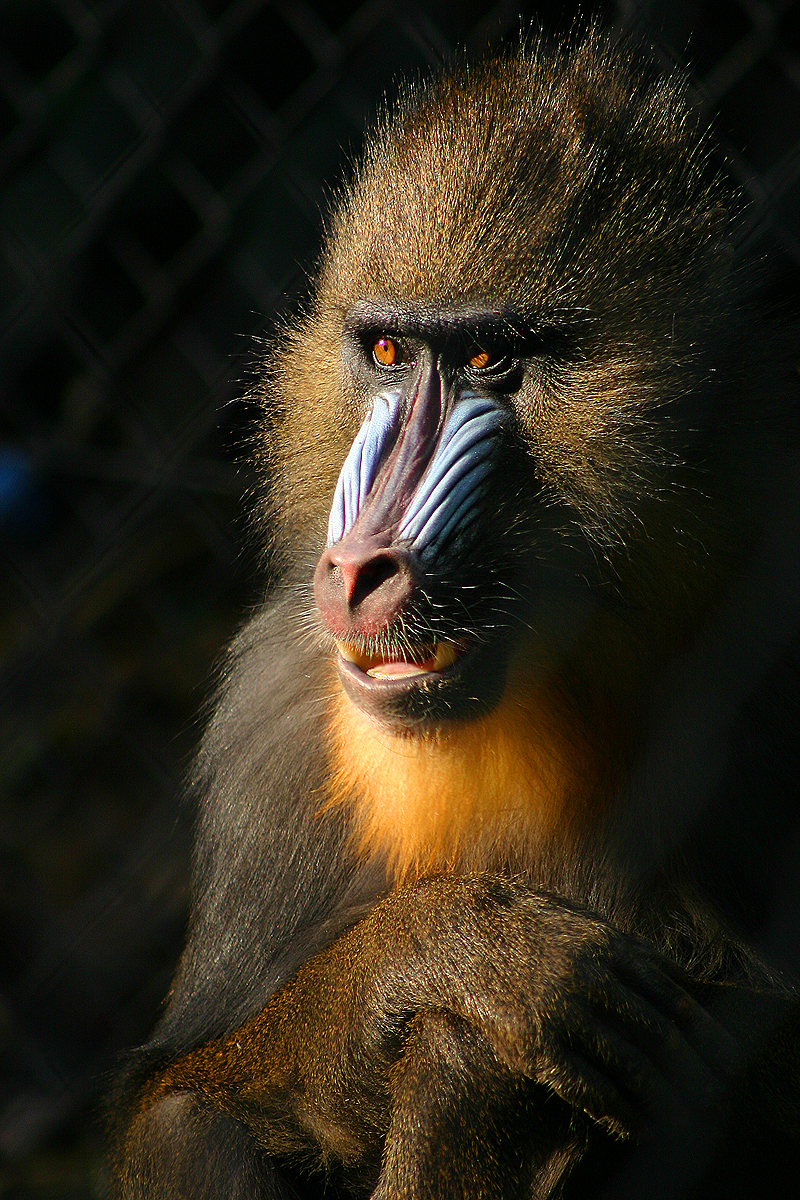
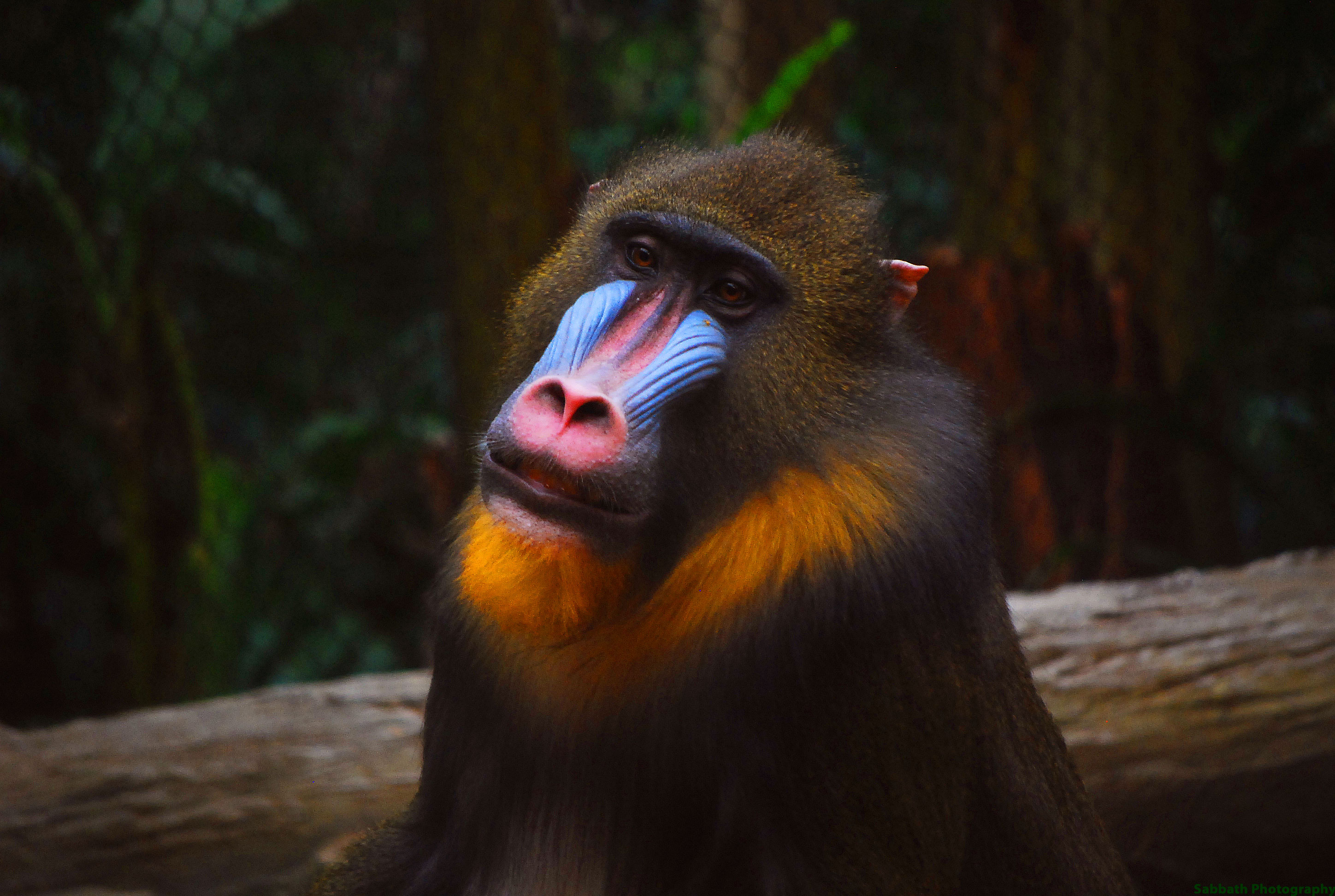
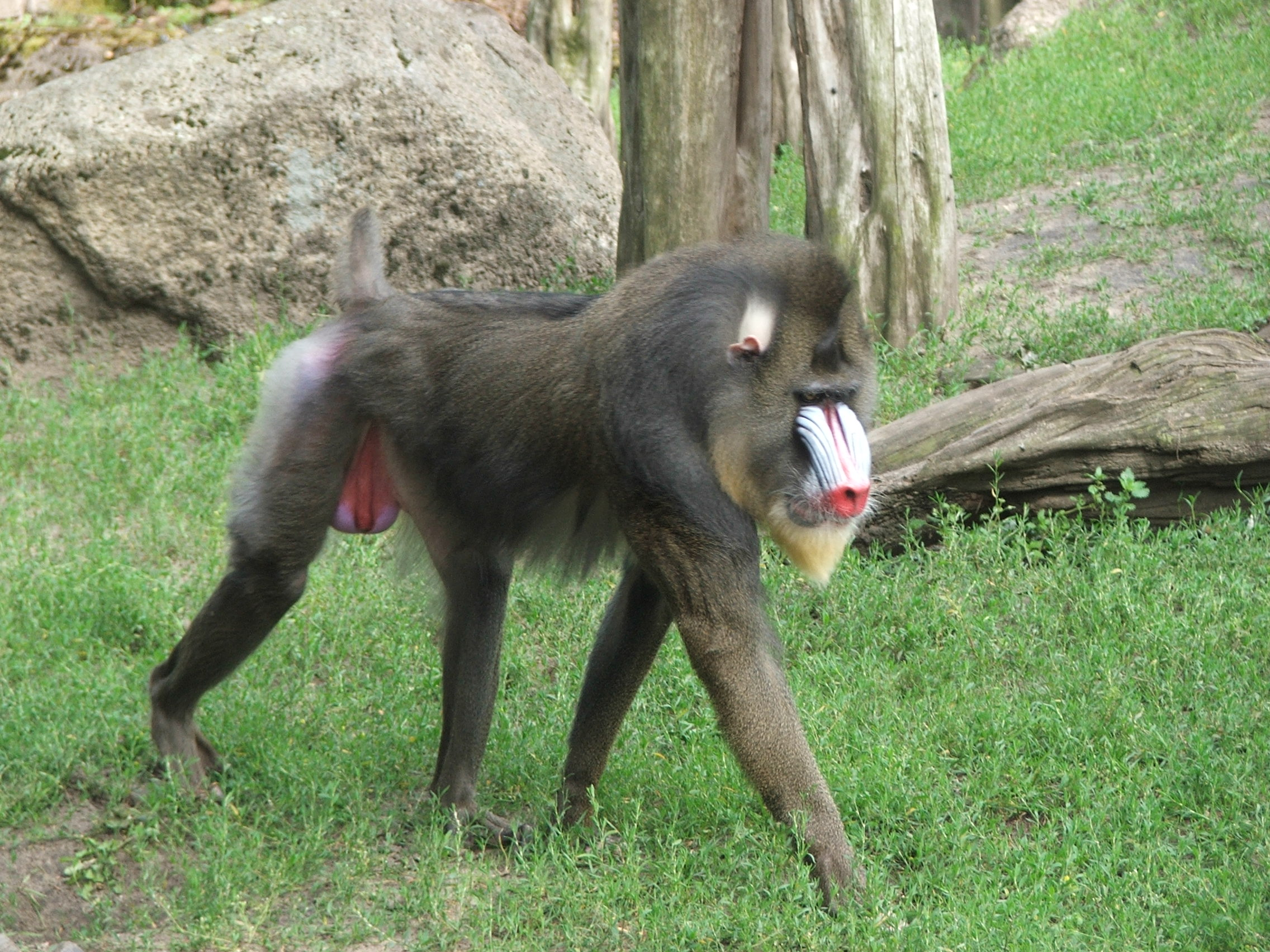
Череп мандрила, самец
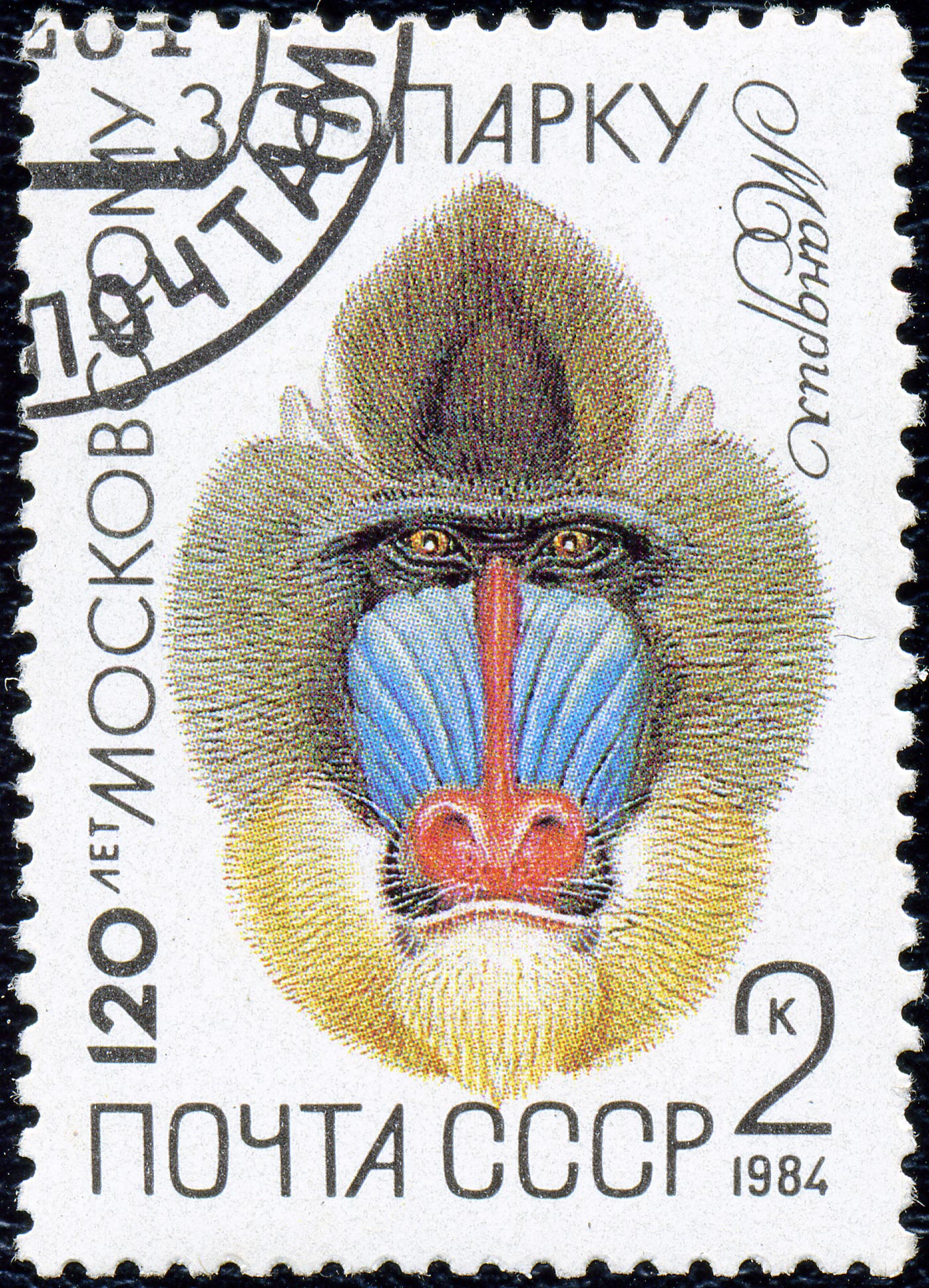
Мандрил на почтовой марке СССР